# (30) Urania
(30) Urania ist ein Asteroid des inneren Hauptgürtels, der am 22. Juli 1854 vom englischen Astronomen John Russell Hind am George Bishop’s Observatory in London entdeckt wurde. Es war seine letzte von insgesamt 10 Asteroidenentdeckungen.
Der Asteroid wurde benannt nach Urania, der Muse der Astronomie. Die Benennung erfolgte auf Wunsch von George Bishop durch Augustus De Morgan, Sekretär der Royal Astronomical Society.

## Wissenschaftliche Auswertung
Mit Daten radiometrischer Beobachtungen im Infraroten am Mauna-Kea-Observatorium auf Hawaiʻi vom April 1973 und August 1974 sowie am Cerro Tololo Inter-American Observatory in Chile von 1974 wurden für (30) Urania erstmals Werte für den Durchmesser und die Albedo von 90 bis 107 km bzw. 0,10 bis 0,14 bestimmt. Aus Ergebnissen der IRAS Minor Planet Survey (IMPS) wurden 1992 Angaben zu Durchmesser und Albedo für zahlreiche Asteroiden abgeleitet, darunter auch (30) Urania, für die damals Werte von 100,2 km bzw. 0,17 erhalten wurden. Aus einer Speckle-Interferometrie mit dem Telescopio Nazionale Galileo am Roque-de-los-Muchachos-Observatorium auf La Palma am 29. und 30. September 2002 wurde für (30) Urania ein Durchmesser von etwa 99 km abgeleitet. Es wurden dabei keine Anzeichen für eine Duplizität gefunden. Mit hochaufgelösten Aufnahmen mit dem Adaptive Optics (AO)-System am Teleskop II des Keck-Observatoriums auf Hawaiʻi im Infraroten vom 28. Juni 2010 konnten äquivalente Durchmesser von 114 ± 15 km abgeleitet werden. Eine Auswertung von Beobachtungen durch das Projekt NEOWISE im nahen Infrarot ergab 2011 vorläufige Werte für den Durchmesser und die Albedo im sichtbaren Bereich von 98,4 km bzw. 0,17. Ein Vergleich von Daten, die von 1978 bis 2011 an der Sternwarte Ondřejov in Tschechien und am Table Mountain Observatory in Kalifornien gesammelt wurden, mit den Daten von NEOWISE führte 2012 zu Werten für den Durchmesser und die Albedo von 99,0 km bzw. 0,18. Nach neuen Messungen mit NEOWISE wurden die Werte 2014 auf 92,8 km bzw. 0,19 korrigiert. Nach der Reaktivierung von NEOWISE im Jahr 2013 und Registrierung neuer Daten wurden die Werte 2015 zunächst mit 93,5 km bzw. 0,26 angegeben und dann 2016 korrigiert zu 105,7 km bzw. 0,19, diese Angaben beinhalten aber alle hohe Unsicherheiten.

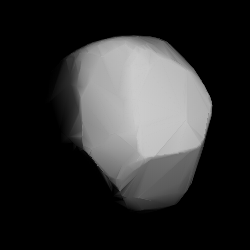
Berechnetes 3D-Modell von (30) Urania

Bereits vom 13. April bis 21. Mai 1904 hatten photometrische Beobachtungen von (30) Urania am Boyden Observatory der Harvard University in Peru stattgefunden, um Anzeichen für Veränderungen in der Helligkeit festzustellen. Dabei wiesen die ersten Beobachtungen auf eine Variabilität mit einer Periode von etwa 8 Stunden hin. Nach fortgesetzten Messungen konnten die späteren Beobachtungen die Variabilität aber nicht bestätigen und es konnte keine Periode angegeben werden, die allen Beobachtungen Genüge tat. Weitere photometrische Messungen im Jahr 1950 wurden erstmals zu einer Rotationsperiode von 13,673 h ausgewertet. Ähnliche Werte wurden dann auch bei neuen Beobachtungen am 28. Januar und 19. Februar 1958 am McDonald-Observatorium in Texas (abgeleitete Periode 13,668 h), während drei Nächten vom 23. Oktober bis 8. November 1978 am Table Mountain Observatory in Kalifornien (abgeleitete Periode 13,686 h) sowie vom 29. Januar bis 3. April 1987 am Mount-Lemmon-Observatorium in Arizona, am McDonald-Observatorium und am Table Mountain Observatory (abgeleitete Periode 13,686 h) bestimmt.
Aus den archivierten Lichtkurven der Jahre 1958, 1978 und 1987 wurden in einer Untersuchung von 1996 erstmals zwei alternative Lösungen für die Rotationsachse des Asteroiden und auch die Achsenverhältnisse eines dreiachsig-ellipsoidischen Gestaltmodells ermittelt, dabei konnte aber die Rotationsrichtung und -periode nicht bestimmt werden. Aus archivierten Daten des Uppsala Asteroid Photometric Catalogue (UAPC) und neuen Beobachtungen wurde dann in einer Untersuchung von 2009 für den Asteroiden ein dreidimensionales Gestaltmodell und zwei alternative Lösungen für die Position der Rotationsachse mit prograder Rotation und eine Rotationsperiode von 13,68717 h berechnet. Neue Beobachtungen vom 6. bis 19. Januar 2012 am Observatoire de Haute-Provence in Frankreich führten in der Auswertung zu einer Rotationsperiode von 13,692 h.
Bei einer Auswertung archivierter Beobachtungen des Astrometrie-Satelliten Hipparcos für (30) Urania konnten 2019 für ein dreiachsig-ellipsoidisches Gestaltmodell keine sinnvollen Ergebnisse für die Rotationsachse, die Periode sowie die Achsenverhältnisse berechnet werden. Zusätzlich wurde die Berechnung aber auch für ein cellinoid-förmiges Gestaltmodell (ähnlich einem flachgedrückten Ei) durchgeführt. Hier wurde eine eindeutige Rotationsachse mit prograder Rotation und eine Periode von 13,6854 h gefunden. Neue photometrische Beobachtungen von (30) Urania erfolgten noch einmal vom 7. bis 28. Mai 2020 mit den ferngesteuerten Teleskop TRAPPIST-North am Oukaïmeden-Observatorium in Marokko. Aus der Lichtkurve wurde hier eine Rotationsperiode von 13,693 h abgeleitet.
Zwischen 2012 und 2018 wurden mit der All-Sky Automated Survey for Supernovae (ASAS-SN) auch photometrische Daten von 20.000 Asteroiden aufgezeichnet. Auf mehr als 5000 davon konnte erfolgreich die Methode der konvexen Inversion angewendet werden, darunter auch (30) Urania, für die in einer Untersuchung von 2021 ein verbessertes dreidimensionales Gestaltmodell für zwei alternative Rotationsachsen mit prograder Rotation und einer Periode von 15,7078 h berechnet wurde.

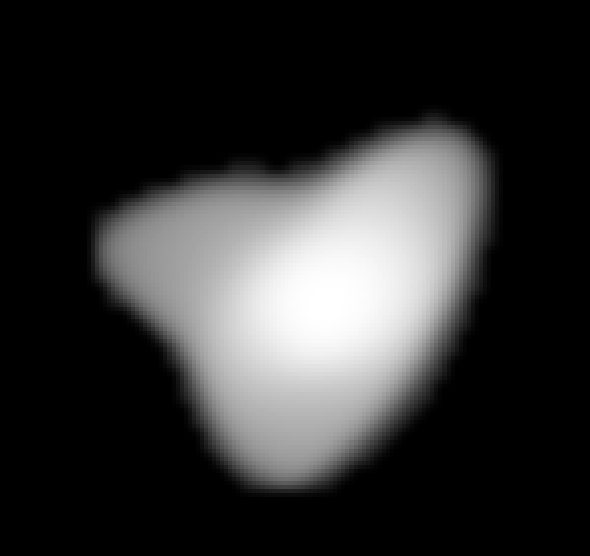
Aufnahme von (30) Urania durch das Very Large Telescope (VLT) am 27. September 2018

Abschätzungen von Masse und Dichte für den Asteroiden (30) Urania aufgrund von gravitativen Beeinflussungen auf Testkörper hatten in einer Untersuchung von 2012 bereits eine Masse von etwa 1,74·1018 kg ergeben, was mit einem angenommenen Durchmesser von etwa 94 km zu einer Dichte von 3,92 g/cm³ führte bei keiner Porosität. Diese Werte besitzen eine Unsicherheit im Bereich von ±32 %. Ein umfangreiches Programm der Europäischen Südsternwarte (ESO) zielte darauf ab, die 3D-Form und damit die Dichte von großen Hauptgürtel-Asteroiden zu ermitteln, um ihre Entstehung und Entwicklung besser zu belegen. Es wurden dazu mit dem adaptiven Optikinstrument SPHERE des Very Large Telescope (VLT) am Paranal-Observatorium in Chile hochauflösende Bilder von 42 großen (D > 100 km) Hauptgürtel-Asteroiden aufgenommen, darunter auch (30) Urania. Neben hochaufgelösten Bildern des Asteroiden konnten in der finalen Auswertung 2022 unter anderem folgende Daten erfasst werden:
- Mittlerer Durchmesser 88 ± 2 km
- Abmessungen in drei Achsen 112 × 84 × 76 km
- Masse 1,3·1018 kg
- Dichte 3,7 g/cm³
- Albedo 0,21
- Rotationsperiode 13,68717 h
- Position der Rotationsachse mit prograder Rotation

## Asteroidenfamilie
Eine Untersuchung von 2024 identifizierte eine ursprüngliche Familie von Asteroiden, als deren größter Vertreter wahrscheinlich (30) Urania anzusehen ist. Es handelt sich hauptsächlich um Asteroiden des taxonomischen S-Typs mit einer Mineralogie ähnlich der gewöhnlicher Chondriten und pyroxenreicher Minerale, daneben kommen auch Vertreter des L- und V-Typs vor. Es wurden weitere etwa 190 kleinere Mitglieder der Familie gefunden. Die Asteroidenfamilie mit einer mittleren Albedo von 0,23 könnte vor geschätzt 4,4 ± 1,7 Mrd. Jahren aus einem etwa 110–210 km großen Vorgängerkörper entstanden sein.